# Міністерство економіки Ізраїлю
Міністерство економіки та промисловості Ізраїлю (івр. משרד הכלכלה והתעשייה) — урядова установа Ізраїлю, яка контролює торгівлю, промисловість і ринок праці в Ізраїлі.

## Історія
Міністерство було створено в 1948 році як Міністерство торгівлі та промисловості. У 1977 році до нього було додано посаду Міністерства туризму, що сформувало Міністерство промисловості, торгівлі та туризму. Однак у 1981 році це злиття було скасовано, а офіс було перейменовано на Міністерство промисловості та торгівлі. Зайнятість населення, яка була об’єднана з Міністерством соціального забезпечення в 1970-х роках, була додана до міністерства економіки в 2003 році. До квітня 2013 року іменувалося Міністерством промисловості, торгівлі та зайнятості, після чого було перейменовано на Міністерство економіки, а в 2015 році отримало нинішню назву.